# Louie Dampier
Louie Dampier, né le 20 novembre 1944 à Indianapolis, dans l'Indiana, est un joueur et entraîneur américain de basket-ball. Il joue au poste de meneur.

## Biographie

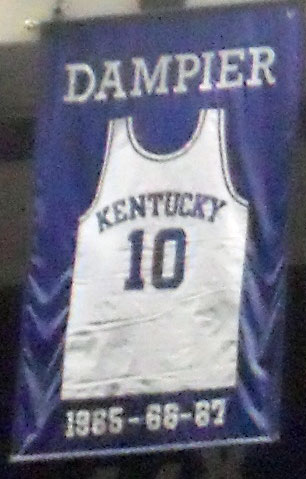
Le maillot de Dampier accroché au plafond de la Rupp Arena.

Louie Dampier est l'un des six joueurs à avoir participé à chacune des neuf saisons de l'American Basketball Association, avec Freddie Lewis, Byron Beck, Stew Johnson, Bob Netolicky et Gerald Govan.

## Palmarès
- Champion ABA 1975
- 7 fois All-Star ABA (1968, 1969, 1970, 1972, 1973, 1974, 1975)
- Meilleur marqueur, avec 13 726 points[1] et meilleur passeur, 4 044[2] de l'histoire de l'ABA.